# ボル・バルナ
ボル・バルナ（Bor Barna、 1986年12月12日 - ）は、ハンガリーのペシュト県・ケレペシュタルチャ出身の柔道選手。100kg超級の選手。身長191cm。体重115kg。

## 人物
2004年のヨーロッパジュニアではグルジアのラシャ・グジェジアニを破って優勝したが、世界ジュニアではグジェジアニに敗れて2位だった。2006年からはヨーロッパU23柔道選手権大会で3連覇を飾った。また、2006年には世界学生でも優勝した。2008年の北京オリンピックでは2回戦でエジプトのイスラーム・エルシャハビの技ありで敗れた。2011年8月の世界選手権100kg超級では7位だった。10月の世界選手権無差別では準決勝で日本の鈴木桂治と対戦し足車で破るが、決勝ではウズベキスタンのアブドゥロ・タングリエフの裏投で敗れた。2012年のロンドンオリンピックでは7位にとどまった。2016年のリオデジャネイロオリンピックでは2回戦で敗れた。2017年に地元のブダペストで開催された世界選手権では5位だった。

## 主な戦績
(階級表記のない大会は全て95kg超級及び100kg超級での成績)
- 2001年 - ドイツカデ国際　優勝(90kg級)
- 2002年 - ヨーロッパカデ国際　優勝(90kg超級)
- 2003年 - ヨーロッパジュニア　2位
- 2004年 - ロシアジュニア国際　優勝
- 2004年 - ドイツジュニア国際　優勝
- 2004年 - ヨーロッパジュニア　優勝
- 2004年 - 世界ジュニア　2位
- 2004年 - ヨーロッパU23柔道選手権大会　5位
- 2005年 - ハンガリー国際　優勝
- 2005年 - ポーランド国際　2位
- 2005年 - ルーマニア国際　3位
- 2006年 - オランダ国際　3位
- 2006年 - ヨーロッパU23柔道選手権大会　優勝
- 2006年 - 世界学生　優勝
- 2007年 - ヨーロッパU23柔道選手権大会　優勝
- 2008年 - ヨーロッパU23柔道選手権大会　優勝
- 2009年 - グランプリ・チュニス　3位
- 2009年 - グランドスラム・モスクワ　3位
- 2009年 - ユニバーシアード　3位
- 2010年 - ヨーロッパ選手権　2位
- 2010年 - グランプリ・チュニス　2位
- 2010年 - グランドスラム・リオデジャネイロ　5位
- 2010年 - ワールドカップ・バクー　3位
- 2010年 - グランドスラム・モスクワ　2位
- 2011年 - ヨーロッパ選手権　2位
- 2011年 - グランプリ・バクー　5位
- 2011年 - グランドスラム・モスクワ　5位
- 2011年 - ワールドカップ・ブカレスト　優勝
- 2011年 - グランドスラム・リオデジャネイロ　3位
- 2011年 - 世界選手権　7位
- 2011年 - 世界選手権　2位
- 2011年 - グランプリ・アムステルダム　3位
- 2012年 - ワールドマスターズ　5位
- 2012年 - ヨーロッパ選手権　2位
- 2012年 - ロンドンオリンピック　7位
- 2013年 - ヨーロッパ選手権　3位
- 2014年 - ヨーロッパオープン・オーバーヴァルト　優勝
- 2014年 - グランプリ・ハバナ　3位
- 2014年 - グランプリ・アスタナ　優勝
- 2014年 - グランプリ・タシュケント　3位
- 2015年 - グランプリ・サムスン　3位
- 2015年 - グランドスラム・バクー　優勝
- 2015年 - ワールドマスターズ　2位
- 2015年 - 世界選手権　7位
- 2016年 -　グランプリ・ハバナ　2位
- 2016年 - グランプリ・デュッセルドルフ　3位
- 2016年 - ヨーロッパ選手権　5位
- 2016年 -　グランドスラム・バクー　3位
- 2017年 -　グランプリ・デュッセルドルフ　3位
- 2017年 -　グランドスラム・バクー　2位
- 2017年 -　世界選手権　5位

(出典、JudoInside.com)